# Nonka Matova
Nonka Matova (n. 20 octombrie 1954, Plovdiv, Republica Populară Bulgaria) este o trăgătoare de tir ce a reprezentat Bulgaria, medaliată olimpică. A participat la 6 ediții ale Jocurilor Olimpice (1976, 1980, 1988, 1992, 1996, 2000) în care a câștigat o medalie de argint.